# Cabo Honduras
El cabo Honduras o punta de Caxinas o punta Castilla, se encuentra sobre el mar Caribe en la costa norte de la República de Honduras.
El cabo Honduras fue visitado por Cristóbal Colón durante su cuarto viaje a América, cuando con sus naves Colón recorrió el litoral centroamericano entre julio de 1502 y mayo de 1503. El 1 de agosto de 1502 Colón descubrió la parte continental de  América Central a la altura del cabo Honduras. Once días después, el 14 de agosto, fue celebrada la primera misa en Tierra Firme.